# Mijaíl Zóschenko
Mijail Mijailovich Zóschenko (29 de julio de 1894, San Petersburgo - 22 de julio de 1958, Leningrado) fue un escritor, dramaturgo, guionista y traductor ruso. Se considera un clásico de la literatura rusa. Los dardos de sus sátiras van dirigidos contra la ignorancia, el egoísmo burgués, la crueldad, el oportunismo y otros vicios humanos.

## Biografía
Zóschenko nació el 1894, en San Petersburgo, Rusia, según su autobiografía del 1953. Su padre, ucraniano era un artista y un mosaicista responsable de la decoración exterior del Museo Suvórov en San Petersburgo. Su madre era rusa. Asistió a la Facultad de Derecho de la Universidad de San Petersburgo, pero no se graduó por problemas financieros.   
Durante la Primera Guerra Mundial sirvió al ejército como oficial de campo. Fue herido en combate y condecorado varias veces. Desmovilizado por las secuelas cardíacas de la exposición a los gases venenosos, trabajó en varios oficios. En particular, fue director de la oficina del telégrafo en San Petersburgo, asistente de la milicia comunal de Arcángel, secretario del tribunal e instructor en reproducción de conejos y aves de corral.  
A principios de 1919, durante la Guerra Civil Rusa desafiando sus problemas de salud, se une otro golpe al Ejército Rojo y el invierno del mismo participa en las batallas cerca de Narva y Kingisepp. Declarado no apto para el servicio militar y desmovilizado debido a una crisis cardíaca, encuentra trabajo como telefonista en las aduanas. Entre 1920 y 1922, fue investigador de la policía, agente marítimo, carpintero y zapatero. Frecuenta en esta el estudio literario al si del editorial Vsemírnaia literatura dirigido por Kornéi Chukovski.
En 1922 publica Las historias de Nazar Illich, estimado señor Ventreblau, que conseguirán un gran éxito. Se integra a continuación en el grupo literario de los Hermanos Serapion
Durante los años 1920, muestra una predilección por los cuentos cortos y las patrañas donde el narrador hace desfilar los héroes cómicos de mentalidad estrechada. Juventud devuelta publicado en 1933 o la colección Libro Azul de 1934-1935 son ejemplos típicos del periodo de los años 1930.  
Su novela Historia de una reforja se incluirá en la obra colectiva El canal Mar Blanco-Báltico de Stalin, Este trata sobre la construcción en los años 1930 del canal Mar Blanco-Mar Báltico, durante la cual murieron miles de prisioneros del Gulag. En su texto, Zóschenko introduce el concepto de reeducación de prisioneros soviéticos por el trabajo colectivo como un rediseño del individuo. En 1937, todas las copias fueron retiradas de la venta y los principales protagonistas exterminados durante la Gran Purga, entre ellos Semion Ferien, el administrador del Gulag local. El nombre de Zóschenko no será mencionado durante las persecuciones. 
En 1940 aparecían sus Cuentos sobre Lenin, libro para niños en edad preescolar con pretensiones educativas que, en un lenguaje simplificado, exalta las supuestas virtudes del líder del proletariado. Este libro forma parte del nicho de propaganda para difundir la imagen de un Lenin humano y fue adoptado por otros muchos escritores como Aleksandr Kónonov, Maria Prilejàieva o Serguéi Mijalkov. En este contexto, los Cuentos sobre Lenin estarán en el programa escolar durante numerosos años.
Tras el inicio de la Segunda Guerra Mundial Zóschenko se va a la oficina de reclutamiento militar y presenta una petición exprés para ser enviado al frente, atendida su experiencia en combate, pero no es admitido por razones de salud. A continuación, se enrola en las fuerzas de lucha contra incendios, que patrullan por los tejados de los edificios durante las incursiones aéreas sobre la ciudad, para extinguir los artefactos incendiarios lanzados por los alemanes. Continúa incluso en estas condiciones su trabajo literario, escribiendo folletines patrióticos para los periódicos del frente y para la radio. 
Con Yevgueni Shvarts escribe la obra de teatro Bajo los tilos de Berlín, donde habla de la presa de Berlín por parte del ejército soviético, que será interpretada al Teatro de la Comedia de San Petersburgo durante el sitio de Leningrado. En septiembre de 1941 es evacuado en Moscú y después a Almatý, en Asia Central. Allí escribe tres guiones para los estudios Mosfilm: Hojas muertas, La felicidad de un soldado y Dejad que el infortunado llore - pero ninguno fue adaptado en el cine.
En abril del 1943 regresa a Moscú y trabaja en la redacción del Krokodil. En agosto, la revista literaria Oktiabr empieza a publicar los primeros capítulos de su novela Antes de que no salga el sol, la redacción de la cual se inició durante la estancia a Almatý, pero con una idea que ya había germinado en la década del 1930. Esta es una obra autobiográfica e introspectiva similar a un trabajo de investigación sobre las causas de la melancolía y el mal vivir, de la difícil relación con las mujeres del autor, donde recuerda los acontecimientos de su infancia, sus sueños recurrentes, escrita como una serie de pequeñas noticias que recuerdan un diario. La publicación se interrumpe mientras Zóschenko cae en desgracia en el contexto de la Doctrina Zhdánov tras la publicación de su corta sátira Las aventuras de un pequeño mono, que también le valió la exclusión de la Unión de Escritores Soviéticos, si bien estaría readmitido el 1953.
Finalmente, el texto de Antes de que no salga el sol se dará a conocer por primera vez en los Estados Unidos el 1968, mientras que a la URSS no se descubrirá hasta el 1987.
Los últimos años de su vida el escritor los pasará en su dacha de Sestroretsk, cerca de Leningrado. Zóschenko vive en la miseria. Pocos meses antes de morir es aceptada su solicitud de pensión (1.200 rublos).
En la primavera de 1958, sufre una intoxicación de nicotina, hecho que comporta un breve espasmo de los vasos cerebrales, problemas con el habla y que deje de reconocer los otros. El 22 de julio de 1958, al poco de medianoche, muere debido a una insuficiencia cardíaca aguda.